# Голь ха
Голь ха (ہ, урду گول ہے‎ — круглая ха, также чхоти ха, урду چھوٹی ہے‎) — тридцать четвёртая буква алфавита урду, вариант арабской буквы ха (ه).

## Использование
Используется в урду и панджаби (шахмукхи) для обозначения [ɦ], а также [ɑː] на конце слова. В синдхи обозначает [h]. Противопоставляется дочашми ха (ھ), обозначающей придыхание и также основанной на арабской букве ха (ه).

## Соединение
Изолированная форма буквы совпадает со стандартной арабской ха (ه), а начальная, серединная и конечная происходят из шрифта насталик, хотя последние две появились ещё раньше.